# Yi (taal)
Nuoso, ook wel bekend als Noord Yi, Liangshan Yi, Nosu en Sichuan Yi, is een taal die in China door 2 miljoen mensen wordt gesproken, en dat aantal neemt nog steeds toe. Yi heeft een eigen alfabet, het Yi-schrift.